# Allantomyces zopilotei
Allantomyces zopilotei är en svampart som beskrevs av L.G. Valle, M.M. White & Cafaro 2008. Allantomyces zopilotei ingår i släktet Allantomyces och familjen Legeriomycetaceae.   Inga underarter finns listade i Catalogue of Life.